# Biology
"Biology" (em português: Biologia) é o título do 10° single do grupo pop britânico Girls Aloud, e o segundo do seu terceiro álbum de estúdio, Chemistry. O single foi lançado em 14 de novembro de 2005 pela gravadora Polydor Records.

## Lançamento e recepção
A arte de capa do Maxi CD Single de "Biology" foi inspirada na capa do álbum da banda britânica "X-Ray Spex", chamado "Germ Free Adolescents". Ambas as capas mostram cada um dos membros em poses diferentes, dentro de um tubo de ensaio gigante.
Peter Cashmore, escreveu para o jornal The Guardian, descrevendo "Biology" como "a melhor música pop da última década". O single recebeu as melhores críticas entre todos os singles já lançados pelo grupo até então, por sua sonoridade única e sua estrutura diferenciada.
Em setembro de 2006, o single seguiu o mesmo caminho de "No Good Advice" e "Wake Me Up" ao vencer a "Popjustice £ 20 Music Prize" - vencendo a canção "Supermassive Black Hole", do Muse e "Push the Button" das Sugababes.

## Videoclipe
O vídeo de "Biology" consiste nas garotas cantando a música em três cenários diferentes. O primeiro, começa quando uma cortina branca se abre, e revela as garotas em vestidos pretos, com Nadine em cima de um grande piano preto. Na sequência, elas começam a coreografia e a música, o cenário muda, e as garotas transformam em um giro, seus vestido pretos tornam-se vestidos rodados, rosa e roxo, tendo como cenário uma sala com papel de parede florido, com borboletas voando em volta delas. O grupo então muda para um cenário de fundo rosa e preto, e estão com vestidos vermelhos e pretos. Após isso, há mais algumas trocas de cenário, e então o clipe termina com a cortina branca do início fechando.

## Faixas e formatos
Esses são os principais formatos e tracklists lançados do single de "Biology".
| #                | Título                             | Duração |
| ---------------- | ---------------------------------- | ------- |
| UK CD1 (Polydor) |                                    |         |
| 1.               | "Biology"                          | 3:34    |
| 2.               | "The Show" (Tony Lemezma Club Mix) | 5:46    |
| UK CD2 (Polydor) |                                    |         |
| 1.               | "Biology"                          | 3:34    |
| 2.               | "Nobody But You"                   | 4:10    |
| 3.               | "Biology" (Tony Lamezma Remix)     | 5:15    |
| 4.               | "Biology" (Video)                  | 3:34    |
| 5.               | "Biology" (Karaoke)                | 3:34    |
| 6.               | "Biology" (Jogo)                   | 3:34    |

### Versões
Essas são as versões oficiais e remixes realizados em suas respectivas tracklists:
| Versão             | Onde foi lançado                                                                        |
| ------------------ | --------------------------------------------------------------------------------------- |
| Album Version      | "Biology" single, Chemistry, The Sound of Girls Aloud, Popjustice: 100% Solid Pop Music |
| Tony Lamezma Remix | "Biology" single, Mixed Up, Popjustice: 100% Solid Pop Music                            |
| Video              | "Biology" single, The Greatest Hits Live (DVD), Style (DVD)                             |
| Live from Wembley  | Download exclusivo no iTunes                                                            |

## Desempenho nas paradas
Com "Biology", as Girls Aloud retornam ao Top 5 do UK Singles Chart, chegando ao 4° lugar, passando, no total, oito semanas no Top 40. "Biology" também conseguiu atingir o segundo lugar na parada de downloads do Reino Unido. O single acabou se tornando o principal do álbum Chemistry. O single ainda alcançou o 26° lugar na parada de singles da Austrália.

### Posição nas paradas
| Chart (2005)                 | Posição |
| ---------------------------- | ------- |
| Reino Unido - Download Chart | 2       |
| Reino Unido - Singles Chart  | 4       |
| Irlanda                      | 7       |
| Grécia                       | 12      |
| Austrália - ARIA Charts      | 26      |